# Perkin (apellido)
Perkin es un apellido. Las personas notables con este apellido incluyen:
- Graham Perkin (1929–1975), periodista y editor de periódicos australiano
- Richard Scott Perkin (1906–1969), empresario estadounidense
- William Henry Perkin (1838–1907), químico inglés
- William Henry Perkin, Jr. (1860–1929), químico orgánico inglés, hijo de William Henry Perkin
- Arthur George Perkin (1861–1937), químico inglés, hijo de William Henry Perkin